# Sergej Stepasjin
Sergej Vadimovitsj Stepasjin (Russisch: Сергей Вадимович Степашин) (Port Arthur (China), 2 maart 1952) is een Russisch politicus. Hij werd benoemd tot federale minister van veiligheid in 1994 door president Boris Jeltsin en behield deze post tot 1995. Daarna werd hij directeur van de FSB, maar trad af na de Tsjetsjeense terroristische gijzeling van Sjamil Basajev te Boedjonnovsk in 1995. Van 1997 tot maart 1998 was hij minister van justitie en van maart 1998 tot mei 1999 minister van binnenlandse zaken. Hij werd verkozen tot tijdelijke premier in mei 1999 en in augustus vervangen door Vladimir Poetin, die iets later werd verkozen tot interrimpresident.
Nadat hij was ontslagen als premier, werd hij lid van de liberale partij Jabloko en werd in 1999 benoemd tot afgevaardigde voor de Staatsdoema. Vanaf april 2000 stopte hij met zijn politieke werk en werd hoofd van de Stsjetnaja Palata, de Russische federale Rekenkamer.